# Atlikasy
Atlikasy (ros. Атликасы) – wieś (dieriewnia) w Rosji, w Czuwaszji, w rejonie jadrińskim. W 2010 liczyła 239 mieszkańców.